# Cristoforo Negri
Cristoforo Negri (Milano, 13 giugno 1809 – Firenze, 1896) è stato un politico e scrittore italiano.

## Biografia
Studiò a Pavia, Graz, Praga e Vienna, in seguito divenne docente di scienze politiche all'università di Padova. Fece parte del gabinetto Gioberti (1848). Dopo la battaglia di Novara entrò in diplomazia e restò al ministero degli esteri sotto Massimo d'Azeglio, Urbano Rattazzi e Cavour.
Fu il primo presidente della Società Geografica Italiana, dal 1867 al 1872; rilevante la nomina nel 1870, durante la sua presidenza, di Charles Darwin a socio onorario della medesima. Fu console generale ad Amburgo dal 1873 al 1874 e successivamente si ritirò a vita privata a Torino. Nel 1884 partecipò come delegato italiano alla Conferenza dell’Africa Occidentale di Berlino e sei anni dopo venne nominato senatore del Regno d'Italia. Il fiume Negri in Australia è stato battezzato in suo onore dall'esploratore Alexander Forrest il 2 agosto 1879 .

## Opere

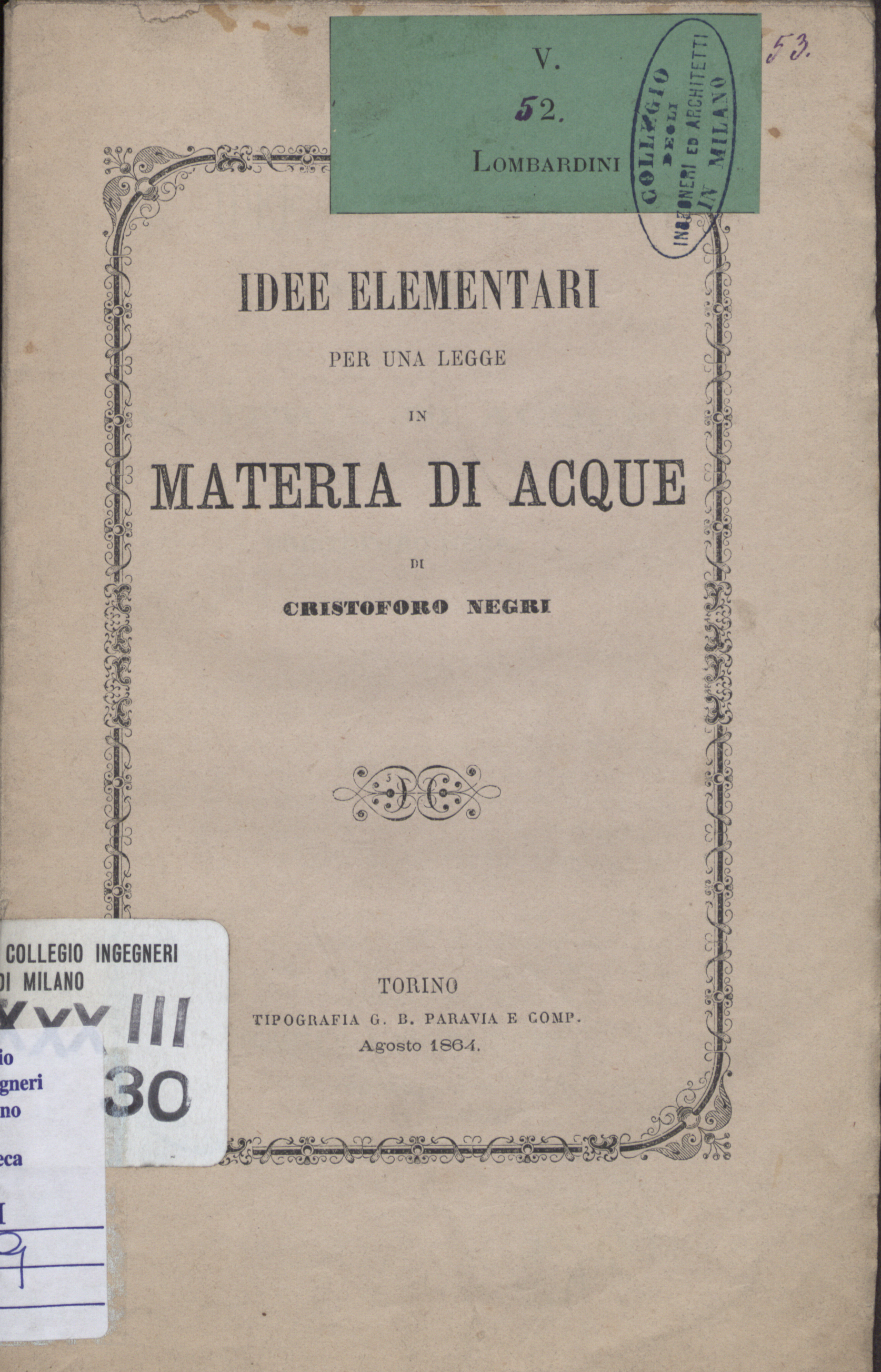
Idee elementari per una legge in materia di acque (1864)

- Memorie storico-politiche dei Greci e dei Romani, Torino, 1842.
- La grandezza italiana, studi, confronti e desiderii, Torino, Tipografia Paravia e Comp., 1864.
- La storia politica dell'antichità, 2 voll., Venezia, 1866.
- Due mesi di escursione alle coste Belgiche, Olandesi e Germaniche: ricordi e riflessioni. Firenze, Gazzetta, 1871.
- I passati viaggi antartici e l'ideata spedizione italiana: Riflessi. Genova, Istituto de' Sordo-Muti, 1880.
- Le memorie di Giorgio Pallavicino, Torino, 1882.
- Idee elementari per una legge in materia di acque, Torino, Tipografia G. B. Paravia e Comp., 1864.